# Фуксовский сад
Фуксовский сад (тат. Фукс бакчасы) — сквер в Вахитовском районе Казани, названный в честь ректора Казанского университета Карла Фукса.

## Расположение
Сквер расположен в непосредственной близости от реки Казанки, у крутого склона на левом её берегу.
С западной стороны, у площади Султан-Галиева, Фуксовский сад ограничен Малой Красной улицей, с юга — улицей Адамюка, с восточной стороны — улицами Жуковского и Подлужной.
В настоящий момент у подножья Фуксовского сада осуществляется намыв береговой зоны площадью 121 962 м², предусматривающий изменение ландшафтной композиции склона сквера. Здесь планируется строительство парковки на 2,5 тыс. машиномест, концертного зала, а также обустройства места для размещения кафе, ресторанов, торговых объектов.

## История
24 апреля 1896 года, через 50 лет после смерти известного казанского учёного: врача, ботаника, этнографа, историка, археолога и нумизмата — Карла Фёдоровича Фукса, казанская городская дума по инициативе Общества археологии, истории и этнографии (одним из его организаторов которого был Карл Фукс) приняла решение увековечить его память. Помимо установки надгробного памятника на его могиле в лютеранской части Арского кладбища и переименования в его честь Поперечно-Тихвинской улицы, было также решено обустроить сад-сквер на высоком берегу Казанки («Козьем бугре»). «Фуксовский сад» был торжественно заложен 11 мая 1896 года. Его территория была усажена редкими породами деревьев и кустарника (голубыми елями).
В советское время название сквера практически вышло из употребления.
В 1996 году в Казани отмечали 220 лет со дня рождения и 150 лет со дня смерти К. Ф. Фукса. В связи с этим по инициативе немецкой общины города (Казанского немецкого общества имени Карла Фукса) был проведён ряд мероприятий, в том числе осуществлено благоустройство фуксовского сада. 11 декабря того же года в сквере был открыт бронзовый памятник Карлу Фуксу (скульпторы: Андрей Балашов, Игорь Козлов). Участником торжеств по случаю открытия памятника в Фуксовском саду был посол Германии в России Эрнст-Йорг фон Штуднитц.

## Современное состояние
Сквер является достопримечательным и популярным местом отдыха горожан.
В нём нередко проводятся различные праздничные мероприятия. Например, 1 июня 2012 года — семейный праздник в День защиты детей, организованный Мемориальным музеем Назиба Жиганова (окна дома Назиба Жиганова выходят на Фуксовский садик) в содружестве с педагогами художественных учебных заведений Казани.

## Интересные факты
- В 1997 году из Фуксовского сада были похищены саженцы ливанского кедра, а также трость — элемент памятника Карлу Фуксу[5].
- Согласно популярному мнению, на набалдашнике трости памятника Карла Фукса изображено лицо бывшего главы администрации Казани К. Ш. Исхакова[7].

## Фотогалерея

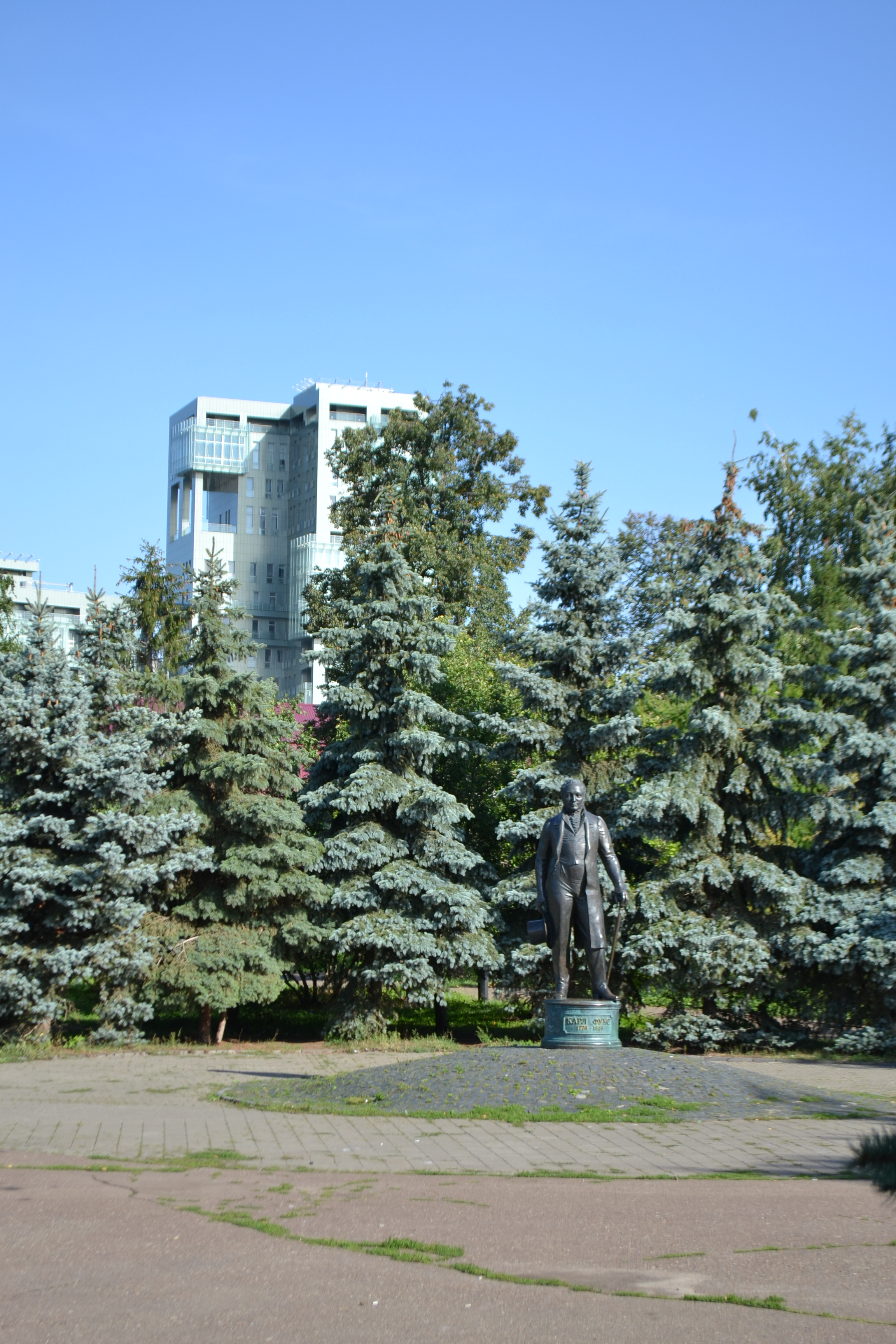
Фуксовский сад, памятник К. Фуксу
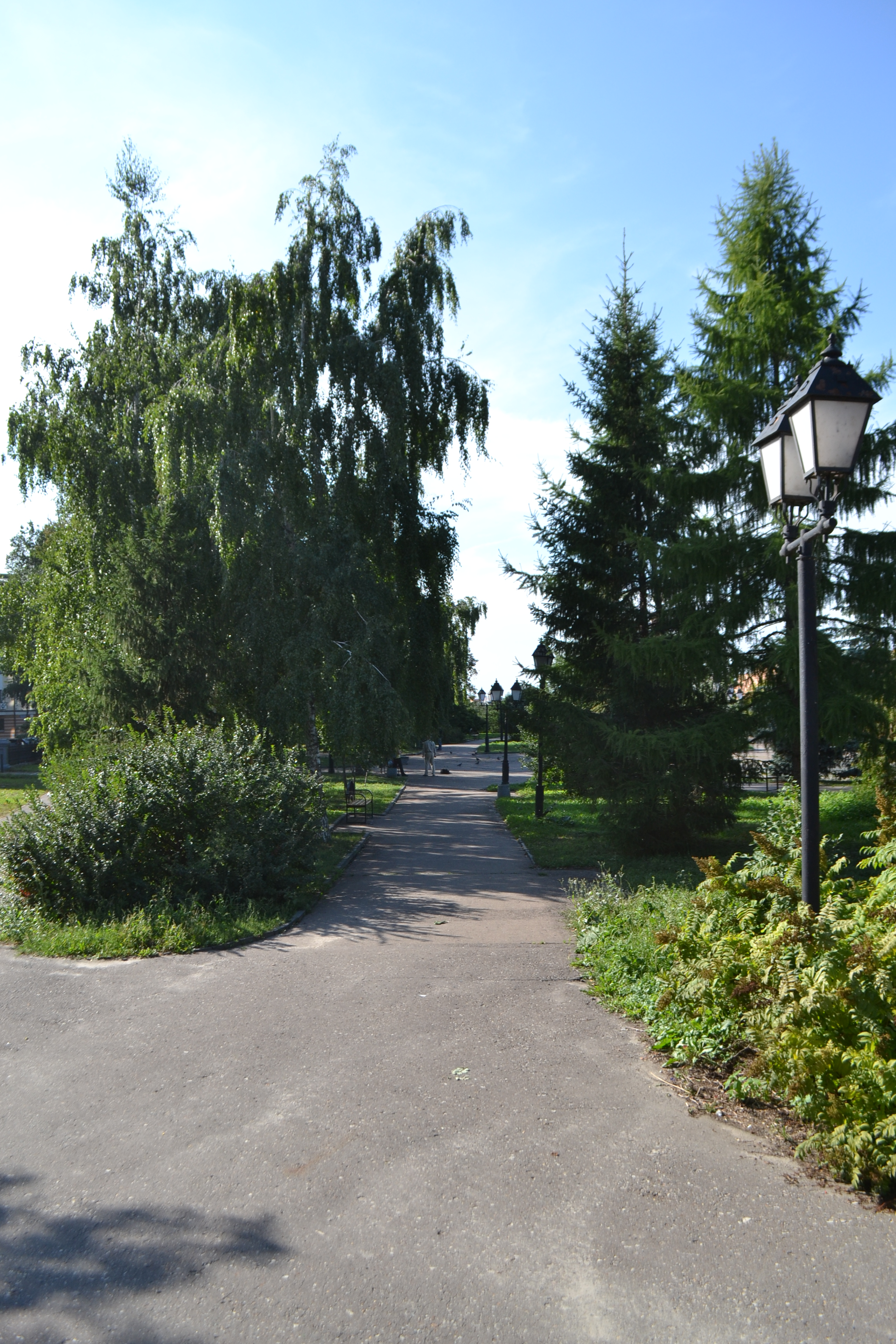
Фуксовский сад, аллея
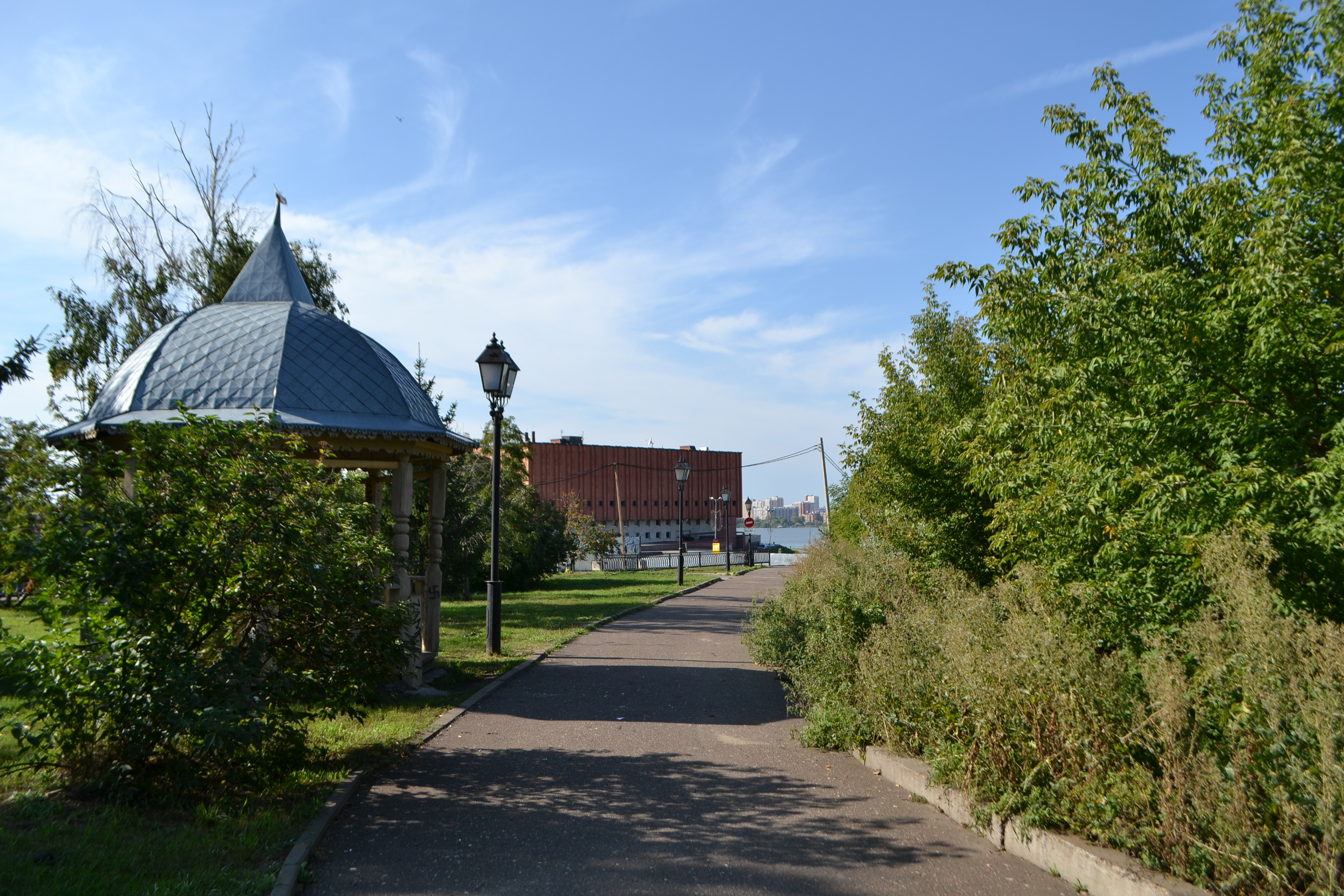
Фуксовский сад, аллея с беседкой